# Wunsiedel im Fichtelgebirge járás
Wunsiedel im Fichtelgebirge járás egy járás Bajorországban. Wunsiedel im Fichtelgebirge járás Tirschenreuth, Bayreuth, Hof és Chebi járásokkal határos. Lakosainak száma 87 941 fő (1987. május 25.).

## Népesség
A járás népessége az elmúlt években az alábbi módon változott:
| Lakosok száma | 37 472 | 38 002 | 23 589 | 61 608 | 103 056 | 87 941 | 73 783 | 73 403 | 73 260 | 73 485 |
|               | 1871   | 1885   | 1925   | 1950   | 1970    | 1987   | 2013   | 2014   | 2016   | 2017   |